# Мелисенда Иерусалимская
Мелисенда (ок. 1101—11 сентября 1161) — королева Иерусалима с 1131 по 1153 год, регент своего сына в 1153—1161 годах. Она была старшей дочерью короля Иерусалима Балдуина II и принцессы Морфии Мелитенской.

## Биография

### Принцесса
По отцовской линии Мелисенда происходила из графства Ретель во Франции. Её отец Балдуин был рыцарем-крестоносцем, который возглавил графство Эдесса и женился на Морфии Мелитенской, дочери армянского принца Гавриила Мелитенского для скрепления альянса с армянами. Мелисенда выросла в Эдессе, а когда ей исполнилось 13 лет, её отец был избран королём Иерусалима. К моменту его избрания у Балдуина и его жены было уже три дочери. Свита рекомендовала королю развестись с Морфией и жениться вновь, чтобы новая жена родила ему наследника. Армянский историк Матвей Эдесский писал, что Балдуин II был полностью верен жене и отказался рассматривать возможность развода. В знак привязанности к жене Балдуин отложил свою коронацию до Рождества 1119 года, чтобы Морфия и его дочери могли приехать в Иерусалим и чтобы короновать жену королевой. Со своей стороны Морфия не вмешивалась в политические дела, но продемонстрировала свою способность взять на себя ответственность, когда события потребовали того. Когда отец Мелисенды был пленен во время похода в 1123 году, Морфия наняла группу армянских наемников, чтобы вызволить его из плена, а в 1124 году руководила переговорами об освобождении мужа из плена эмира Алеппо Балака бен Бахрама. Несомненно мать и отец оказали существенное влияние на характер юной Мелисенды.
Как старший ребёнок, Мелисенда приобрела статус кронпринцессы — преемницы отца. Наследование титулов и земель женщинами в государствах крестоносцев не было редкостью. Из-за постоянных войн продолжительность жизни местных мужчин была значительно меньшей, чем у женщин. При этом женщины, наследовавшие власть и земли, редко правили самостоятельно, а обычно делили власть с супругом. Таких примеров было достаточно и в Европе: современницами Мелисенды были Уррака Кастильская (1080—1129), императрица Матильда (1102—1169) и Алиенора Аквитанская (1122—1204). В 1129 году король Балдуин II официально объявил Мелисенду своей преемницей, и до смерти отца она считалась его соправительницей. Это отражалось и в официальных документах, и при чеканке денег, и в дипломатической переписке. Балдуин II добился поддержки своей дочери со стороны Haute Cour — своего рода королевского совета, состоявшего из знати и духовенства.
Тем не менее, Балдуин II понимал, что для укрепления позиций дочери на троне её следует выдать замуж за могущественного союзника. Он решил попросить совета у французского короля Людовика VI. Посольство во Францию возглавил Гуго де Пейн. Людовик предложил в мужья Мелисенде одного из могущественных дворян-крестоносцев — опытного полководца, вдовца, графа Фулька Анжуйского. Отъезд Фулька на Ближний Восток был выгоден и самому королю Франции, который опасался роста его популярности (кроме того, в силу происхождения Фульк имел претензии на французский престол).
В ходе переговоров амбициозный Фульк настаивал на том, чтобы он был объявлен единственным правителем Иерусалима. Балдуин II изначально согласился на эти требования, но позднее их пересмотрел. Король опасался, что после его смерти Фульк разведется с Мелисендой и провозгласит своим наследником сына от первого брака. Свадьба состоялась 2 июня 1129 года.
Когда Мелисенда в 1130 году родила сына и наследника, в будущем короля Балдуина III, её отец принял все меры для обеспечения правления дочери после своей смерти. Балдуин II объявил внука наследником, а Мелисенду провозгласил единственным опекуном над юным принцем, не упоминая Фулька. Когда Балдуин II умер в 1131 году, Мелисенда и Фульк взошли на трон в качестве совместных правителей. Тем не менее, при поддержке рыцарей Фульк оттеснил Мелисенду от дарования титулов и земель. Опасения Балдуина II, казалось, оправдаются: Фульк продолжал жестко обращаться с королевой, что раздражало и членов Haute Cour, чьи позиции теперь оказались под угрозой из-за властолюбия короля. Поведение Фулька соответствовало его философии: в Анжу он также жестко пресекал любые попытки местных городов обрести автономию и силой принуждал своих вассалов повиноваться. Подобный стиль правления резко контрастировал с традициями коллективного правления, утвердившимися в государствах крестоносцев.

### Дворцовые интриги
Холодность в отношениях между супругами была удобным политическим инструментом, которым воспользовался Фульк, когда в 1134 году обвинил Мелисенду в любовной связи с Гуго II де Пюизе, графом Яффы. Гуго был самым могущественным бароном королевства и был верен памяти Балдуина II. Ненависть Фулька к Гуго усугублялась и тем, что последний был двоюродным братом Мелисенды и поэтому имел больше прав на престол, чем Фульк. Современники, в частности, Вильгельм Тирский, отрицали неверность Мелисенды, указывая на то, что церковь и знать оставались на её стороне, что вряд ли наблюдалось бы в случае виновности королевы в измене. Очевидно, свою роль играла и неприязнь местных крестоносцев к Фульку.
Гуго вступил в союз с мусульманским городом Аскалон и воспрепятствовал походу крестоносцев против города. Тем самым он на время укрепил и свои позиции. Однако союз с Аскалоном стоило Гуго поддержки двора. По решению патриарха Иерусалима он был сослан на три года. Вскоре после этого произошла неудачная попытка покушения на Гуго, которую связали с Фульком и его сторонниками. Это было достаточной причиной для партии королевы, чтобы открыто бросить вызов Фульку и организовать дворцовый переворот.
Его обстоятельства неизвестны, однако с 1135 года влияние Фулька при дворе резко снизилось. Вильгельм Тирский писал, что Фульк с этого времени «не пытался взять на себя инициативу, даже в мелочах, без мнения Мелисенды». Супруги воссоединились, и в 1136 родился их второй сын, Амори. Когда Фульк был убит на охоте в 1143 году, Мелисенда публично оплакала его и носила траур.
Политическая победа Мелисенды была налицо. Она вновь стала фигурировать в записях как сюзерен, дарующий земли и титулы, отправляющий правосудие в отношении вассалов. По сути Мелисенда была не просто регентом при своем сыне Балдуине III, а полноценной правящей королевой.

### Покровительница церкви и искусств
Мелисенда пользовалась поддержкой церкви на протяжении всей её жизни, начиная с назначения её преемницей отца, на протяжении всего конфликта с Фульком, и позже, когда Балдуин III достиг совершеннолетия. В 1138 году она основала большой монастырь Святого Лазаря в Вифании, где её младшая сестра Йовета стала настоятельницей. Королева предоставила монастырю плодородные равнины Иерихона. Кроме того, она даровала монастырю роскошную мебель и литургические сосуды. По данным историка Бернарда Гамильтона, Мелисенда также делала значительные пожертвования храму Гроба Господня, храму Богоматери Иосафата, больнице госпитальеров и больнице прокаженных Святого Лазаря.
Где-то между 1131 и 1143 годами королева получила в дар Псалтырь. Утверждалось, что Псалтырь была подарена Фульком после их спора и обвинений в неверности. На задней крышке Псалтыри выгравирован сокол из слоновой кости, а имя Фульк на старо-французском звучит так же, как и «сокол».

### Второй крестовый поход
В 1144 году одно из государств крестоносцев — графство Эдесса — находилось на грани выживания под ударами турок. Королева Мелисенда откликнулась на просьбы о помощи, послав армию во главе с коннетаблем Манассе Иержем, Филиппом де Милли и Элинаном де Бюром. Раймунд Антиохийский проигнорировал призыв о помощи — его армия была уже занята борьбой с Византийской империей в Киликии. Несмотря на усилия Мелисенды, Эдесса пала.
Мелисенда отправила послание папе в Рим, и Запад объявил начало Второго крестового похода. Экспедицию возглавили французский король Людовик VII и император Конрад III. В ходе военного совета крестоносцев в Акре в 1148 году планировалась стратегия войны с мусульманами. Конрад III и Людовик VII посоветовали 16-летнему Балдуину III атаковать мусульманский город-государство Дамаск, однако Мелисенда и Манассе Иерж предлагали взять Алеппо, что помогло бы вернуть Эдессу. Возобладала первая позиция, при том, что Дамаск и Иерусалим были в очень хороших дипломатических отношениях и имели заключенный мирный договор. Результатом нарушения договора стало то, что Дамаск больше никогда не доверял крестоносцам и позднее нанес Иерусалиму удар, от которого крестоносцы не смогли оправиться. После 11 месяцев похода Людовик VII отправился во Францию, безуспешно завершив Второй крестовый поход.

### Мать и сын
Отношения Мелисенды с сыном были сложными. Как мать она хорошо знала своего сына и его способности. Как правитель она неохотно доверяла принятие решений юному королю. В любом случае реальную власть сыну королева передала не раньше 1152 года, хотя Балдуин достиг совершеннолетия в 1145 году. Балдуин III и Мелисенда были коронованы как соправители на Рождество 1143 года. Эта совместная коронация была похожа на коронацию Мелисенды и её отца в 1128 году, и, возможно, отражала растущую тенденцию к коронованию наследника престола при жизни нынешнего монарха.
Балдуин вырос способным, если не блестящим, военачальником. В возрасте 24 лет он почувствовал, что уже способен взять на себя всю ответственность за управление королевством. Между 1150 и 1152 годами между матерью и сыном нарастала напряженность в отношениях. Балдуин обвинил Манассе Иержа в очернении своего образа перед Мелисендой. Кризис достиг точки кипения в 1152 году, когда Балдуин потребовал патриарха Фулька короновать его в храме Гроба Господня без согласия королевы. Патриарх отказался. Тогда Балдуин в знак протеста устроил шествие в лавровых венках по улицам города, своего рода самостоятельную коронацию.
Балдуин и Мелисенда согласились доверить разрешение кризиса в отношениях Haute Cour. Знать в результате обсуждения решила, что Балдуин будет править на севере королевства, а Мелисенда — в Иудее, Самарии и Иерусалиме. Королева согласилась, хотя и испытывала опасения. Это решение могло спровоцировать гражданскую войну и разделить ресурсы королевства. Хотя более поздние историки критиковали Мелисенду за нежелание отречься от престола в пользу сына, в реальности было немного реальных стимулов сделать это. Она была общепризнанным лидером королевства и воспринималась как мудрый правитель и церковью, и подданными. Духовенство однозначно поддерживало королеву, как и бароны Иудеи и Самарии.
Балдуина раздел королевства также не устроил. Но вместо того, чтобы принять компромисс, в течение нескольких недель с момента принятия решения он начал вторжение в земли своей матери. Балдуин показал, что унаследовал военные таланты Фулька и стремительно захватил Наблус и Иерусалим. Мелисенда с младшим сыном Амори и другие нашли убежище в Башне Давида. Церковь вынудила Балдуина согласиться на новый компромисс: он торжественно признал право матери пожизненно править Наблусом и прилегающими землями и поклялся не оспаривать это решение в дальнейшем. Это мирное соглашение показало, что хотя Мелисенда проиграла «гражданскую войну», она по-прежнему имела большое влияние и избежала заточения в монастырь.

### Правление на севере королевства
В 1153 году Мелисенда удалилась в свои новые земли. Балдуин III часто был в военных походах, и мать зачастую занималась дипломатией королевства, заключив ряд договоров с пизанцами и правителями Сирии.
В 1161 году Мелисенда, вероятнее всего, перенесла инсульт. Её память была серьёзно ослаблена и она больше не могла принимать участие в государственных делах. Её сестры, графиня Триполи и игуменья из Вифании, ухаживали за Мелисендой, пока она не умерла 11 сентября 1161 года. Погребена в крипте церкви Успения Пресвятой Богородицы в Гефсимании, которую она восстановила после разрушения. Своё имущество она, как и её мать, завещала православному монастырю.
Вильгельм Тирский писал по поводу 30-летия правления Мелисенды, что «она была очень мудрой женщиной, полностью участвовавшей почти во всех делах государственного управления, которая полностью восторжествовала над предубеждениями относительно её пола».

## Семья
- 2 июня 1129 года — брак с Фульком V, графом Анжуйский

В браке родились:
- Балдуин III, король Иерусалима
- Амори I, король Иерусалима